# Južni točkasti smrdljivac
Južni točkasti smrdljivac (lat. Spilogale angustifrons) je vrsta tvora koja naseljava područja od Kostarike do južnog Meksika. 

## Opis
Južni točkasti smrdljivac raste u dužinu do oko 34 cm s dužinom repa od oko 23 cm, a teži između 0,5 i 1 kilograma. Prisutan je u suhim kamenitim područjima s grmljem i otvorenim šumama, a također i u poljoprivrednim područjima. 
Južni točkasti smrdljivac je aktivan noću, a može se penjati po drveću. Njihova prehrana se sastoji od kukaca i malih kralježnjaka te biljnih tvari.

## Vanjske poveznice
- Animal rescue X: Southern Spotted Skunk (engl.)